# KVV Schelde Serskamp-Schellebelle
KVV Schelde Serskamp-Schellebelle is een Belgische voetbalclub uit Serskamp en Schellebelle. De club is aangesloten bij de KBVB onder stamnummer 4022 en heeft blauw als clubkleur. De huidige club is ontstaan uit de fusie van SOS Schellebelle en Eendracht Serskamp.

## Geschiedenis
In 1944 sloot SOS Schellebelle zich aan bij de Belgische Voetbalbond, waar het stamnummer 4022 kreeg toegekend. Schellebelle ging er van start in de provinciale reeksen. SOS Schellebelle had paars en wit als clubkleuren. Men bleef de volgende decennia met wisselend succes in de verschillende provinciale reeksen spelen. Tegen het eind van de eeuw speelde de club vooral in Tweede Provinciale.
In 2008 fusioneerde de club met het naburige Eendracht Serskamp. SOS Schellebelle speelde dat seizoen in de staart van zijn reeks in Tweede Provinciale, Eendracht Serskamp speelde onderin Derde Provinciale. De fusieclub werd KVV Schelde Serskamp-Schellebelle genoemd en speelt verder met stamnummer 4022 van Schellebelle. Het eerste elftal ging op de terreinen van Serskamp spelen, de meeste jeugdploegen en het dameselftal in Schellebelle. De club kreeg blauw als nieuwe clubkleur en speelt vanaf 2008 in Derde Provinciale.